# Jacques Colombier
Jacques Colombier (ur. 17 lutego 1952 w Trèves) – francuski polityk i samorządowiec, działacz Frontu Narodowego, poseł do Parlamentu Europejskiego VIII kadencji.

## Życiorys
Z zawodu pośrednik w obrocie nieruchomościami. W 1975 został członkiem Frontu Narodowego. Awansował w strukturze partyjnej, dołączając do komitetu centralnego i biura politycznego, a także obejmując kierownictwo struktur FN w departamencie Żyronda. W latach 1989–2008 był radnym miejskim w Bordeaux, powrócił do rady miejskiej w 2014. W latach 1986–2010 zasiadał w radzie regionu Akwitania. W 2015 uzyskał mandat radnego Nowej Akwitanii (reelekcja w 2021).
W wyborach w 2014 bez powodzenia kandydował do Europarlamentu. Mandat posła do PE uzyskał w lutym 2018 po śmierci Édouarda Ferranda. Został członkiem grupy Europa Narodów i Wolności. W PE zasiadał do 2019.